# Химел
Химел (њем. Hümmel) општина је у њемачкој савезној држави Рајна-Палатинат. Једно је од 74 општинска средишта округа Арвајлер. Према процјени из 2010. у општини је живјело 539 становника. Посједује регионалну шифру (AGS) 7131033.

## Географски и демографски подаци
Химел се налази у савезној држави Рајна-Палатинат у округу Арвајлер. Општина се налази на надморској висини од 414 метара. Површина општине износи 15,8 km². У самом мјесту је, према процјени из 2010. године, живјело 539 становника. Просјечна густина становништва износи 34 становника/km².